# Niels Nielsen (Politiker)
Niels Nielsen (* 1929; † 1999) war ein grönländischer Politiker (Siumut).

## Leben
Niels Nielsen lebte als Fischer in Narsaq, als welcher er auch bei KNAPK engagiert war. Von 1963 bis 1967 war er Mitglied im Rat der Gemeinde Narsaq, davon zwei Jahre als Vorsitzender und damit de facto als Bürgermeister. Bei der Landesratswahl 1971 kandidierte er als Erster Stellvertreter von Ole Egede und als Zweiter Stellvertreter von Johan Knudsen. Er kandidierte auch bei der Parlamentswahl 1979 und wurde für eine Legislaturperiode Mitglied im neugeschaffenen Inatsisartut. Bei der Wahl 1983 war er nur noch Stellvertreter. Danach kandidierte er nicht mehr bei Wahlen.